# Dan Groover
Ne doit pas être confondu avec Jan Groover.
Dan Groover(דן גרובר), peintre et pop art graffiti artiste français né en Israël.

## Biographie
Né en Israël, il arrive à l'âge de 7 ans en banlieue parisienne. En 1988, il s’installe aux Antilles, commence des études dans une filiale de l'École des beaux-arts de Martinique, et étudie en autodidacte la philosophie et la psychologie. En 1995, il part pour Jérusalem et puise son inspiration des écrits araméens et hébreux, inspirés de la pensée des sages d’Israël. En octobre 1990, il obtient le Premier prix du grand concours de graffiti des Caraïbes organise par la société Novemail

## Expositions
- février 1991 : Exposition d’environ 40 peintures lors de la guerre du Golfe, à la galerie Epson en Guadeloupe: Quand les bombes parlent
- avril 1991 : Exposition de 30 peintures acryliques sur toile (60/90 cm) au centre commercial La Galeria en Martinique
- mai 1991 : Fresque géante de 600 mètres autour du stade de Baie-Mahault en Guadeloupe
- décembre. 1991 : Décor des concerts du chanteur James Brown lors de sa tournée aux Antilles
- décembre 1991 : Interview et prestation artistique en direct lors du Téléthon
- janvier 1992 : Décor pour la représentation du chanteur MC Solaar lors de son passage en Guadeloupe
- mars 1992 : Décor du film Siméon du metteur en scène Euzhan Palcy (primée d’un Oscar pour son film Une saison blanche et sèche avec Marlon Brando)
- avr. 1992 : Enseignement des techniques de fresque aux jeunes des lycées dans les Caraïbes, projet clôture par la décoration des murs des écoles
- novembre 1992-Jan 1993 : Enseignant d’une série de cours sur le graffiti-art à LaGuardia School de New York (lieu de tournage de la série Fame)
- février 1993 : Exposition: Du labyrinthe, de l’acte et de l’échelle à Saint-Barthélemy, à Saint-Martin et à Paris
- août 1993 : Décor (2x10 mètres) et rôle dans la comédie musicale Tagger Blue de Jean-Paul Artéro au Festival international de Jazz d’Aix-les-Bains
- octobre 1994 : Création artistique sur un immeuble de quatre étages pour un projet de la protection de l’environnement pour la société HLM
- 1997-2003 : Réalisation de travaux de décoration d’intérieur et d’enseignes dans Jérusalem, fresques dans des centres commerciaux, logos pour sociétés indépendantes et travaux sur fer forge dans tout Israël
- 2003-2005 : Expositions à Paris sur le thème des 22 lettres hébraïques : Regard sur les lettres sacrées, ainsi qu'une série d'œuvres sur La Création intitulée : Regard sur les 6 jours de la Création
- 2006 : Décor et rôle dans le Clip Les Enfants d'Israël du Rappeur Shmoolik

## Ses œuvres

### Liste de ses principaux tableaux
- 2005 : série de 22 œuvres sur les 22 lettres sacrées de l'alphabet hébraïque
- 2003 : série de 6 œuvres sur les 6 Jours de la Création
- 1998 : série de 6 tableaux sur les sages d’Israël
- 1996 : série sur le Jazz
- 1995 : série Mix Media
- 1993 : tableaux sur le thème « Du dédale, du geste et de l'échelle »
- 1991 : 10 tableaux sur le thème « Quand Les Bombes Parlent »